# Алымовка (Иркутская область)
Алы́мовка — село в Киренском районе Иркутской области. Административный центр Алымовского муниципального образования. 
Находится на левом берегу реки Лена, в 46 км к северо-востоку от райцентра, города Киренска.

## Население
| 2002 | 2010 | 2011 | 2012 |
| ---- | ---- | ---- | ---- |
| 371  | ↘305 | ↘304 | ↗310 |

## История
В 1920 году переименовано из Половинкино в Алымовка.